# Überprüfungsantrag (Sozialrecht)
Ein Überprüfungsantrag, auch Antrag auf Neufeststellung oder Zugunstenverfahren  gemäß § 44 SGB X bietet im deutschen Sozialrecht die Möglichkeit, nicht begünstigende Verwaltungsakte auch noch nach Eintritt der Bestandskraft in einem neuen Verwaltungsverfahren überprüfen zu lassen.
Die Vorschrift bezweckt, dem Grundsatz der Rechtmäßigkeit des Verwaltungshandelns Geltung zu verschaffen und der Verwaltungsbehörde zur Herstellung materieller Gerechtigkeit die Möglichkeit zu eröffnen, Fehler, die im Zusammenhang mit dem Erlass eines Verwaltungsakts unterlaufen sind, zu berichtigen.
Der Antrag muss konkret den oder die Verwaltungsakte bezeichnen, die überprüft werden sollen sowie die nach Ansicht des Antragstellers dafür maßgeblichen Gründe (Rechtsfehler und/oder falsche Sachverhaltsgrundlage). Eine Frist gibt es nicht, jedoch werden Sozialleistungen längstens für vier Jahre rückwirkend erbracht. Der rückwirkende Überprüfungszeitraum für Verwaltungsakte nach dem SGB II (Arbeitslosengeld II) und dem SGB XII (Sozialhilfe) wurde seit dem 1. April 2011 auf ein Jahr verkürzt (§ 40 SGB II, § 116aSGB XII). Diese Frist beginnt mit dem Beginn des Jahres, in dem der Antrag gestellt wurde (§ 44 Abs. 4 Satz 3 SGB X).
Auch Aufhebungs- und Erstattungsbescheide gem. § 50 SGB X sind nach § 44 Abs. 1 SGB X überprüfbar. § 44 Abs. 4 SGB X gilt jedoch insoweit nicht, als der zur Überprüfung gestellte Bescheid mehr als vier Jahre zuvor bestandskräftig geworden ist. Es ist daher eine Überprüfung auch länger zurückliegender Erstattungsbescheide möglich.
Im Erfolgsfalle führt ein Überprüfungsantrag zur Rücknahme des zur Überprüfung gestellten Verwaltungsakts und zur Nachzahlung von zu Unrecht nicht erbrachten Sozialleistungen bzw. zur Erstattung zu Unrecht erhobener Beiträge. Eine Ablehnung des Überprüfungsantrages stellt einen belastenden Verwaltungsakt dar, der mit Widerspruch und Klage angegriffen werden kann. Insoweit eröffnet ein Überprüfungsantrag auch die Möglichkeit, die zugrunde liegende Entscheidung trotz Bestandskraft gerichtlich überprüfen zu lassen.